# Essche molen
De Essche molen of Molen van Esch is een voormalige windmolen in Esch in de Noord-Brabantse gemeente Boxtel die met zijn romp het dorpsbeeld beheerst. Het was oorspronkelijk een stellingmolen van het type ronde stenen molen. Deze bevindt zich aan de Dorpsstraat 23a, vroeger de Vinkenheuvel genaamd.

## Geschiedenis
Op 30 april 1876 kreeg de Essche hoofdonderwijzer H. Fick een vergunning voor het oprichten van een windgraan- en schorsmolen. Ficks zoon werd molenaar en huwde dan ook met de bakkersdochter. De molen brandde af in 1886 en werd herbouwd om in 1888 weer in gebruik te worden genomen.
In 1905 mocht Henricus het bedrijf uitbreiden en kreeg toestemming om in bestaanden schors- en graanmolen een houtzagerij te beginnen. Er werd een petroleummotor geïnstalleerd. In 1922 werd de molen onttakeld en in 1923 werd de petroleummotor door een ruwoliemotor vervangen, waartegen de buurt in protest kwam, vanwege het brandgevaar. In 1934 kwam er een dieselmotor. De protesten vermeerderden zich nu met bezwaren tegen het lawaai en het zaagsel. Toen in 1938 een lintzaagmachine in gebruik werd genomen, kwamen er nog meer protesten. Zelfs in 1941, toen de dieselmotor werd vervangen door een elektromotor, werd daartegen geprotesteerd. De bezwaren werden echter door de gemeente ongegrond verklaard.
Op 27 oktober 1944 was de molen getuige van de oprukkende bevrijders die, in het kader van de Operatie Market Garden, naar het noorden trokken.
Na de bevrijding verhuisden de Ficks naar Mill, de laatste in 1952. De molen werd verkocht aan een particulier die hem begin jaren 80 van de 20e eeuw inrichtte als woonhuis. De buitenkant werd in 1999 opgeknapt.